# Policía voluntaria
La Policía Voluntaria es una organización paramilitar nicaragüense creada bajo la reforma constitucional impulsada por Daniel Ortega. Fue creada en 2025 y presentada en febrero del mismo año con la juramentación de 30 mil civiles en una ceremonia de inauguración.  Está compuesta por civiles con el objetivo de defender al régimen de Ortega y reprimir opositores, siendo un cuerpo auxiliar de la policía. Aunque es definida como una organización de civiles, se ha denunciado la obligación de empleados públicos para juramentarse como "policías voluntarios" a la par de registrar a sus hijos mayores de edad.